# 默肯桥站
默肯桥站（德語：U-Bahnhof Möckernbrücke）是德国柏林地铁的一个车站，位于腓特烈斯海因-克罗伊茨贝格區，途经的线路有柏林地铁1号线、3号线和7号线。
车站名称来自附近的默肯桥。